# Exerodonta smaragdina
Az Exerodonta smaragdina a kétéltűek (Amphibia) osztályának békák (Anura) rendjébe és a levelibéka-félék (Hylidae) családjába tartozó faj.

## Előfordulása
A faj Mexikó endemikus faja. Természetes élőhelye szubtrópusi vagy trópusi nedves hegyvidéki erdők, szubtrópusi vagy trópusi száraz erdők, folyók, édesvizű mocsarak, időszakos édesvizű mocsarak. A fajt élőhelyének elvesztése fenyegeti.